# Autogear Limited
Autogear Limited war ein britischer Hersteller von Automobilen.

## Unternehmensgeschichte
Das Unternehmen aus Leeds begann 1922 mit der Produktion von Automobilen. Der Markenname lautete Autogear. MacLysaght & Douglas aus Dublin plante, Fahrzeuge von Autogear für Irland herzustellen und als Leprechan zu verkaufen. 1923 endete die Produktion. Es bestand keine Verbindung zur Foster Engineering Company, die 1922 den gleichen Markennamen benutzten.

## Fahrzeuge
Das einzige Modell war ein Dreirad. Es ähnelte den Modellen von Bramham Motors und Stanhope Brothers. Das einzige Rad befand sich vorne. Ein V2-Motor von Blackburne trieb über einen Riemen das Vorderrad an.